# FluxBB
 (septembre 2012).
Si vous disposez d'ouvrages ou d'articles de référence ou si vous connaissez des sites web de qualité traitant du thème abordé ici, merci de compléter l'article en donnant les références utiles à sa vérifiabilité et en les liant à la section « Notes et références ».
Chronologie des versions
1.5.10 1.6
FluxBB est un logiciel libre de forum écrit en PHP. Il s'agit d'un fork de PunBB réalisé par quelques développeurs de ce dernier lorsque les droits de celui-ci sont vendus à la société Informer. Il se veut léger, sobre graphiquement et rapide.

## Fonctionnalités
- Prise en charge des bases de données MySQL, PostgreSQL et SQLite.
- Prise en charge des versions 5 et 7 de PHP (PHP 4 pris en charge jusqu’à FluxBB 1.5.11).
- Régionalisation de l’interface disponible dans 31 langues.
- Génère des pages XHTML 1.0 Strict et CSS 2.1.
- Prise en charge de l'UTF-8.
- Prise en charge des IPv6.
- Permet de séparer et fusionner des messages.
- Gestion de l'heure d'été.
- Permet de gérer l’état de lecture des discussions (lues ou non lues).
- Permet de définir plusieurs groupes différents de modérateurs.
- Fournit un panneau d’administration.
- Génération de flux RSS et Atom informant de la publication de nouveaux messages.

## Historique
En 2007, le principal développeur de PunBB, Rickard Andersson, vend les droits de son script de forum à la société Informer et cesse quelques mois plus tard de participer à son développement. Lorsque Informer redirigea le domaine punbb.org vers punbb.informer.com, les développeurs principaux du projet décidèrent de créer une fourche de PunBB sous le nom de FluxBB.
Cette décision était due au manque de clarté d'Informer concernant PunBB et de la manière de rentabiliser cet achat, ainsi qu'à la volonté de continuer de distribuer un moteur de forum libre gratuitement. En effet, certains développeurs ne souhaitaient pas voir le fruit de leur travail bénévole vendu par une société commerciale (en suivant la voie prise Invision Power Board plusieurs années auparavant).
La première version de FluxBB est la version 1.2.18, basée sur PunBB 1.2.17. Les modifications consistent essentiellement en des changements de nom dans le code source et quelques corrections de bugs. La version 1.3 bêta 2 de FluxBB sort peu de temps après.
La branche 1.2 de FluxBB et celle de PunBB ont très peu de différences. Les plugins sont encore compatibles entre les branches. Les changements sont des mises à jour de sécurité. Cependant, la branche 1.4 de FluxBB apporte des changements essentiels parmi lesquels la prise en charge d’UTF-8 attendue depuis longtemps, mais aussi une amélioration de la gestion des messages (séparation et fusion) et des discussions non lues.
La branche 1.4 est développée en parallèle d'une nouvelle branche majeure. Cette dernière, numérotée 2.0 se base sur le cadre d'applications Laravel, et reprend les fonctionnalités de la version 1.4 tout en améliorant le système d'extension et en incorporant un système de thèmes. L'objectif fixé est de mettre un terme aux problèmes de développement engendrés sur la branche 1.4.
Le développement de FluxBB cesse en 2016 après la publication de la version 1.5.10, le développeur principal ayant décidé de se consacrer à un nouveau moteur de forum baptisé Flarum. Cependant en 2018, le développement de FluxBB reprend et FluxBB 1.5.11 est publié le 31 décembre 2018. La version 1.6 est annoncée comme imminente et les versions 2.x alphas sont considérées comme désuètes.

### Historique des versions
| Légende :        | Légende :        | Légende :       | Légende :       | Légende : |
| ---------------- | ---------------- | --------------- | --------------- | --------- |
| Ancienne version | Version actuelle | Version avancée | Version à venir |           |

| Version    | Date              | Changements (non exhaustifs) |
| ---------- | ----------------- | --- |
| 1.2.18     | 9 juin 2008       | Mises à jour de sécurité et de stabilité. Première version forkée de PunBB 1.2.17                                                                                      |
| 1.2.19     | 10 juillet 2008   | Mise à jour de sécurité |
| 1.2.20     | 13 juillet 2008   | Corrections de bugs de la version 1.2.19 |
| 1.2.21     | 4 décembre 2008   | Mise à jour de sécurité |
| 1.2.22     | 3 septembre 2009  | Mise à jour de sécurité |
| 1.2.23     | 12 août 2010      | Mise à jour de sécurité (vulnérabilité dans PHP) |
| 1.2.24     | 12 août 2011      | Mise à jour mineure de quelques bugs |
| 1.3-legacy | 23 avril 2009     | Support de l'UTF-8, système d'extension, panel d'administration localisable                                                                                            |
| 1.4.0      | 19 juin 2010      | Basée sur la branche 1.2.X. Support de l'UTF-8, plusieurs groupes de modération, modification du système de marquage lus / non-lus, panel d'administration localisable |
| 1.4.1      | 21 juillet 2010   | Corrections de bugs et d'une faille de sécurité. |
| 1.4.2      | 9 aout 2010       | Mise à jour de sécurité (vulnérabilité dans PHP), corrections de bugs, ajout d'améliorations suggérées sur le bug tracker.                                             |
| 1.4.3      | 22 janvier 2011   | Corrige 21 bugs et apporte 25 améliorations. |
| 1.4.4      | 2 février 2011    | La version minimum de PHP demandée est maintenant la 4.4.0 |
| 1.4.5      | 22 mars 2011      | Le menu d'administration a été scindé en deux : la partie "Admin" et la partie "Modérateur". Les modérateurs ne peuvent plus être bannis                               |
| 1.4.6      | 12 août 2011      | Amélioration des performances de la recherche, possibilité de choisir les forums où chercher, 47 autres améliorations. Gel des fonctionnalités.                        |
| 1.4.7      | 13 septembre 2011 | Correction d'une faille critique pour les forums derrière un proxy inverse.                                                                                            |
| 1.4.8      | 5 janvier 2012    | 20 bugs réglés et quelques améliorations sont apportées. |
| 1.4.9      | 3 mai 2012        | Mêmes corrections de bugs que la version 1.5.0. |
| 1.4.10     | 22 avril 2013     | Corrections de failles de sécurité. |
| 1.4.11     | 14 août 2013      | Correction d'une faille de sécurité importante. |
| 1.5-beta   | 24 avril 2012     | Possibilité de désactiver l'utilisation de liens à des groupes. Atteindre un nombre de message défini permet de changer de rang. Désactivation des rangs arbitraires.  |
| 1.5.0      | 5 mai 2012        | Il faut avoir écrit un nombre minimum de messages avant de pouvoir inclure des liens dans les messages. Désactivation des rangs. Corrections de bugs.                  |
| 1.5.1      | 13 novembre 2012  | Correction d'une faille de sécurité. Ajout d'aides et de statistiques dans le panneau d'administration. Dix-neuf corrections de bugs.                                  |
| 1.5.2      | 12 janvier 2013   | Corrections de bugs (dont celui qui empêchait une mise à jour vers la version 1.5.1). Meilleure conformation aux standards.                                            |
| 1.5.3      | 22 février 2013   | Correction d'une faille de sécurité importante. |
| 1.5.4      | 14 août 2013      | Correction d'une faille de sécurité importante. Corrections de bugs.                                                                                                   |
| 1.5.5      | 18 novembre 2013  | Corrections de bugs. |
| 1.5.6      | 9 janvier 2014    | Correction d'une faille de sécurité importante. Séparation de sujet plus aisée. Conformation aux standards HTML5.                                                      |
| 1.5.7      | 20 octobre 2014   | Amélioration du suivi des forums non lus. Des modérateurs peuvent rendre certains membres modérateurs.                                                                 |
| 2.0-alpha1 | 22 décembre 2012  | Intégration du framework Laravel, système d'extension, système de template. Sous licence GPL3.                                                                         |
| 2.0-alpha2 |                   | Ajout de la première page d'interface administrateur. Ajout de la bibliothèque jQuery.                                                                                 |
| 1.5.10     | 16 juin 2016      | Amélioration de la sécurité et correction de bugs |
| 1.5.11     | 31 décembre 2018  | Amélioration de l'antispam, des messages d'erreurs et des profils utilisateurs                                                                                         |
| 1.6        | 2019              | |